# Blaine Nye
Blaine Francis Nye (* 29. März 1946 in Ogden, Utah, USA) ist ein ehemaliger US-amerikanischer American-Football-Spieler. Er spielte überwiegend als Guard in der National Football League (NFL) bei den Dallas Cowboys.

## Spielerlaufbahn

### Collegekarriere
Blaine Nye besuchte in Anaheim, Kalifornien, die High School und schloss sich nach seinem Schulabschluss der Stanford University an. Dort spielte er für die Stanford Indians in der Defensive Line Football.

### Profikarriere
Im Jahr 1968 wurde Blaine Nye von den Dallas Cowboys in der fünften Runde an 130. Stelle gedraftet. Der Trainer der Cowboys, Tom Landry, setzte ihn zunächst in der von Ernie Stautner betreuten Defensive Line ein.
Im Jahr 1970 wurde er zum Guard umgeschult und neben namhaften Spielern wie Rayfield Wright, Ralph Neely, John Niland und Harvey Martin fortan in der Offensive Line der Mannschaft aus Dallas eingesetzt. Mit seiner neuen Spielerposition war er ab diesem Zeitpunkt unter anderem für den Schutz von Quarterback Roger Staubach verantwortlich. 1971 gewann er mit seiner Mannschaft mit 17:10 gegen die San Francisco 49ers das NFC Championship Game. Seine Mannschaft scheiterte aber mit 16:13 im Super Bowl V an den Baltimore Colts, die von Don McCafferty trainiert wurden.
Im Jahr 1971 gewann Blaine Nye mit den Cowboys in der Regular Season elf von 14 Spielen und zog damit in die Play-offs ein. Nach einem 14:3-Sieg über die San Francisco 49ers gelang seinem Team im Super Bowl VI gegen die von Don Shula trainierten Miami Dolphins ein 24:3-Sieg.
Unter Führung von Roger Staubach gewann Nye im Jahr 1975 seine dritte NFC Meisterschaft. Einem 37:7-Sieg über die Los Angeles Rams im NFC Championship Game folgte allerdings eine 21:17-Niederlage gegen die von Chuck Noll betreuten Pittsburgh Steelers im Super Bowl X. Nach dem Spieljahr 1976 beendete Nye seine Laufbahn.

## Ehrungen
Blaine Nye wurde in die Athletics Hall of Fame seines Colleges aufgenommen. Er wurde dreimal zum All Pro gewählt und spielte zweimal im Pro Bowl, dem Saisonabschlussspiel der besten Spieler einer Spielrunde. 1983 fand er Aufnahme in die Orange County Sports Hall of Fame.

## Nach der Karriere
Blaine Nye setzte während seiner Laufbahn sein Studium in Stanford fort und erwarb dort unter anderem seinen Master of Business Administration. Er gründete seine eigene Firma, in welcher er nach wie vor tätig ist.

## Quelle
- Jens Plassmann: NFL – American Football. Das Spiel, die Stars, die Stories (= Rororo 9445 rororo Sport). Rowohlt, Reinbek bei Hamburg 1995, ISBN 3-499-19445-7.